# NK Iskra Bugojno
NK Iskra je bosanskohercegovački nogometni klub iz Bugojna.

## Povijest
Klub je osnovan 1946. godine kao Jedinstvo, a godinu dana kasnije mijenja ime u Iskra. Godine 1959. Iskra se fuzionirala s Radničkim nakon čega se klub kratko zvao Bugojno.
Uglavnom je igrala u nižim ligama. Klub je nekada s uspjehom igrao u drugoj ligi SFRJ. 
Za veliki uspon zaslužan je zaslužni Bugojanac gospodarstvenik, političar i športski djelatnik Stjepan Domaćinović Kokan, poslije dugogodišnjeg predsjednika kluba, za čijeg je mandata dobila novi stadion podignut u samo 75 dana. Kokan je bio taj koji je pokrenuo gradnju novog Iskrina stadiona. Kokan je pravi lokalni šerif i zbog toga je bilo vrlo teško suditi Iskri, uz trebinjski Leotar, brčansko Jedinstvo i prilepsku Pobedu klubove u bivšoj Jugoslaviji kojima je bilo najteže suditi.
1984. godine osvojila je Iskra Drugu jugoslavensku ligu – Zapad, nakon čega je igrao jednu sezonu u prvoj ligi. Završio je na 17. mjestu s 27 osvojenih bodova. Te godine osvojio je Mitropa kup. Jedan od najvećih uspjeha je osvajanje Srednjoeuropskog kupa, te igranje u polufinalu kupa maršala Tita (poraz od Dinama u Zagrebu na penale).  Iskra se natjecala u prvoj sezoni Premijer lige Bosne i Hercegovine.
Nakon 7 sezona igranja u Prvoj ligi FBiH Iskra je u sezoni 2013./14 po drugi put ispala u Drugu ligu FBiH – Zapad. Nakon što u sezoni 2023./24. nije odigrala dvije utakmice Druge lige FBiH Zapad Iskra je izbačena iz svih natjecanja.

## Uspjesi
- 2. savezna liga – Zapad
  -  (1): 1984.

- Mitropa kup
  -  (1): 1985.

## Nastupi u Kupu BiH
2001./02.
- šesnaestina finala: NK Iskra Bugojno – FK Mladost Gacko 2:0, 0:3

2008./09.
- šesnaestina finala: FK Olimpik Sarajevo  (II) – NK Iskra Bugojno 1:0

2011./12.
- šesnaestina finala: NK Iskra Bugojno – FK Rudar Kakanj (II) 0:1

## Poznati bivši igrači i treneri
| - Vlatko Marković - Dražen Ladić - Mladen Karoglan - Ivica Gvozden - Stjepan Tomas - Tomislav Piplica - Mesud Duraković | - Miralem Zjajo - Ermin Zec - Mehmed Alispahić - Vlatko Glavaš - Senid Kulaš - Ranko Stojić - Milan Ribar | - Sead Seferović - Ibrahim Zukanović - Edin Ramčić - Josip Škaro - Fahrija Dautbegović - Franjo Džidić - Boris Bračulj |

## Vanjske poveznice
- NK Iskra na transfermarkt.de